# Дарко Митревски
Дарко Митревски е филмов режисьор от Северна Македония.

## Биография
Дарко Митревски е роден на 3 октомври 1971 година в Скопие от баща от сръбски произход. От 2007 година живее предимно в Лос Анджелис, Калифорния. В края на 2015 година публикува във вестник „Нова Македония“ статия от девет части, озаглавена „Нашиот голем фалсификат“, разобличаваща почти всички основни лъжи на Югославската и скопската историографии по Македонския въпрос за периода преди Втората световна война.

## Филмография
- 1998: Збогум на 20-тиот век (Сърежисьор и съсценарист)
- 2005: БалКанКан (Режисьор и сценарист)
- 2012: Трето полувреме (Режисьор и съсценарист)
- Документален сериал „Уа, шнајдери“ и „Досие Скопје“